# Aéroport de Vilhena
L'aéroport de Vilhena, aussi appelé aéroport Brigadeiro Camarão (code IATA : BVH • code OACI : SBVH) est l'aéroport de la ville de Vilhena au Brésil.

## Compagnies aériennes et destinations
| Compagnies              | Destinations                           |
| ----------------------- | -------------------------------------- |
| Azul Brazilian Airlines | Cacoal, Cuiabá, Ji-Paraná, Porto Velho |

## Accès
L'aéroport est situé à 8 km du centre-ville de Vilhena.